# Gastroserica mausonensis
Gastroserica mausonensis är en skalbaggsart som beskrevs av Ahrens 2000. Gastroserica mausonensis ingår i släktet Gastroserica och familjen Melolonthidae. Inga underarter finns listade i Catalogue of Life.